# Casa dos Espellos
Casa dos Espellos: Revista poliédrica da cultura galega (ISSN 2603-9583) es una revista de investigación editada por la Asociación de Amigos del Parque del Pasatiempo. Se trata de una publicación de temática histórica y artística, centrada en el estudio de Galicia con especial referencia a su pasado indiano y emigrante. Aborda del mismo modo, el estudio del pasado histórico de la villa de Betanzos.

## Descripción
Casa dos Espellos es una revista en código abierto, disponible para su consulta en línea y cuyo primer número salió a la luz en marzo del 2018. En este primer número se presentaron diferentes líneas de investigación novedosas en lo que respecta al pasado de las obras de los Hermanos García Naveira, a la influencia del Val d´Osne en el diseño de las piezas del Parque del Pasatiempo y al conocimiento de fuentes fotográficas, bibliográficas y archivísticas sobre este asunto.
Los artículos recogidos en el primer número son los siguientes:
- Bibliografía sobre o Parque do Pasatempo (1900 - 2017) - Ángel Arcay Barral
- El regreso de los indianos - Jorge Barrecheguren Fernández
- Una aproximación al origen medieval de la Feria Franca de Betanzos - Paula Cadaveira López
- Os García Naveira, dous paradigmas dun indiano - Eduardo de la Fuente Marqués
- O traxe como fonte de información: modo de vida, importancia social e datación das fotografías do Parque do Pasatempo - Sara Fraga Pérez
- A arte no Pasatempo de Betanzos. Un templete de catálogo - Daniel Lucas Teijeiro Mosquera
- O Parque do Pasatempo no arquivo gráfico do Museo de Pontevedra - Ernesto Vázquez-Rey
- Fontes documentais arredor dos García Naveira: Obras públicas do Parque do Pasatempo no Arquivo Municipal de Betanzos - Ángel Arcay Barral e Daniel Lucas Teijeiro Mosquera